# Jonas Marz
Jonas Marz (* 13. Mai 1989 in Speyer) ist ein deutscher Fußballspieler.

## Karriere
Jonas Marz begann das Fußballspielen in Römerberg bei Speyer beim Ortsteilverein FV Heiligenstein und spielte mit 11 Jahren in der Kreisauswahl. Ein Jahr später wechselte er in die Jugend des 1. FC Kaiserslautern. Die beiden A-Jugend-Jahre von 2006 bis 2008 spielte er für die TSG Hoffenheim in der Juniorenbundesliga Süd/Südwest. Außerdem wurde er für zwei U-18-Länderspiele Ende 2006 in der Türkei in die Juniorenauswahl des DFB berufen.
Seine Karriere im Seniorenbereich begann der Mittelfeldakteur beim TSV 1860 München. Allerdings blieb er dort nur ein Jahr und spielte auch nur siebenmal in der Regionalligamannschaft, bevor er wieder in seine Heimat zu den „Roten Teufeln“ zurückkehrte. Bei Kaiserslautern war er von 2009 bis 2011 Stammspieler in der zweiten Mannschaft, die ebenfalls auf Regionalliga-Ebene spielte, den Sprung in den Profibereich bis in die 1. Bundesliga schaffte er jedoch nicht.
Deshalb wechselte er 2011 zum VfR Aalen in die 3. Liga, wo er einen Einjahresvertrag unterzeichnete. Am 9. Spieltag kam er dort zu seinem ersten Einsatz im Profifußball, kam aber im weiteren Saisonverlauf nicht über den Status eines Ergänzungsspielers hinaus. So hatte Marz bis zum Ende der Saison, in welcher der Verein den Aufstieg in die 2. Bundesliga erreichte, insgesamt elf Drittligaeinsätze zu verzeichnen, aber davon nur drei von Beginn an und keinen über die volle Spieldauer. Sein Vertrag wurde daraufhin nicht verlängert.
In der Folge war Marz zunächst vereinslos, ehe ihn im September 2012 der Regionalligist KSV Hessen Kassel verpflichtete. Bei den Hessen hatte Marz’ ehemaliger Trainer in Hoffenheim und München, Uwe Wolf, das Traineramt inne.